# Squash-Mannschaftsweltmeisterschaft der Frauen 2010
Die 17. Mannschafts-Weltmeisterschaft der Damen (englisch 2010 Women's World Team Squash Championship) fand vom 28. November bis 4. Dezember 2010 in Palmerston North, Neuseeland statt. Insgesamt nahmen 16 Mannschaften teil, Mexiko gab sein Debüt bei einer Weltmeisterschaft.
Australien wurde zum neunten Mal Weltmeister. Im Finale bezwangen die Australierinnen die englische Mannschaft mit 2:1. Sarah Fitz-Gerald brachte Australien mit einem 3:0 gegen Sarah Kippax zunächst in Führung. Jenny Duncalf glich gegen Rachael Grinham, die sie mit 3:0 besiegte, wieder aus. Die entscheidende Partie gewann Kasey Brown gegen Laura Massaro mit 3:1. Das Spiel um Platz drei war eine Neuauflage von 2010. Malaysia setzte sich dabei ein weiteres Mal gegen Neuseeland durch.
Österreich belegte den 16. und damit letzten Rang. Mannschaften aus Deutschland oder der Schweiz waren nicht am Start.

## Modus
Die teilnehmenden Mannschaften wurden gemäß ihrer Setzung in vier Gruppen einander zugelost. Innerhalb der Gruppen wurde im Round-Robin-Modus gespielt, die beiden bestplatzierten Mannschaften erreichten die Finalrunde, die im K.-o.-System ausgetragen wurde. Bei dem Turnier wurden alle Plätze ausgespielt.
Alle Mannschaften bestanden aus mindestens drei und höchstens vier Spielerinnen, die in der Reihenfolge ihrer Spielstärke gemeldet werden mussten. Pro Begegnung wurden drei Einzelpartien bestritten. Eine Mannschaft hatte gewonnen, wenn ihre Spielerinnen zwei der Einzelpartien gewinnen konnten. Die Spielreihenfolge der einzelnen Partien ist unabhängig von der Meldereihenfolge der Spielerinnen.

## Ergebnisse

### Gruppenphase

#### Gruppe A
| Rang | Land                                                   | Sp. | S | N | Sp.-Diff. | Punkte |
| ---- | ------------------------------------------------------ | --- | - | - | --------- | ------ |
| 1    | England (Duncalf, Massaro, Bailey, Kippax)             | 3   | 3 | 0 | 9:0       | 6      |
| 2    | Vereinigte Staaten (Grainger, Khan, Sobhy, Blatchford) | 3   | 2 | 1 | 5:4       | 4      |
| 3    | Niederlande (Atkinson, Naudé, Noom, van der Heijden)   | 3   | 1 | 2 | 4:5       | 2      |
| 4    | Österreich (Coufal, Polak, Gradnitzer, Rehman)         | 3   | 0 | 3 | 0:9       | 0      |

| England            | – | Vereinigte Staaten | 3:0 |
| Niederlande        | – | Österreich         | 3:0 |
| England            | – | Niederlande        | 3:0 |
| Vereinigte Staaten | – | Österreich         | 3:0 |
| England            | – | Österreich         | 3:0 |
| Vereinigte Staaten | – | Niederlande        | 2:1 |

#### Gruppe B
| Rang | Land                                               | Sp. | S | N | Sp.-Diff. | Punkte |
| ---- | -------------------------------------------------- | --- | - | - | --------- | ------ |
| 1    | Australien (Grinham, Brown, Fitz-Gerald, Urquhart) | 3   | 3 | 0 | 9:0       | 6      |
| 2    | Irland (Perry, Blake, Mylotte, Barr)               | 3   | 2 | 1 | 5:4       | 4      |
| 3    | Indien (Pallikal, Chinappa, Alankamony, Reddy)     | 3   | 1 | 2 | 4:5       | 2      |
| 4    | Japan (Kobayashi, Maekawa, Sakai)                  | 3   | 0 | 3 | 0:9       | 0      |

| Australien | – | Japan  | 3:0 |
| Irland     | – | Indien | 2:1 |
| Irland     | – | Japan  | 3:0 |
| Australien | – | Indien | 3:0 |
| Australien | – | Irland | 3:0 |
| Indien     | – | Japan  | 3:0 |

#### Gruppe C
| Rang | Land                                             | Sp. | S | N | Sp.-Diff. | Punkte |
| ---- | ------------------------------------------------ | --- | - | - | --------- | ------ |
| 1    | Ägypten (Kawy, El Weleily, Kheirallah, El Tayeb) | 3   | 3 | 0 | 9:0       | 6      |
| 2    | Frankreich (Serme, Stoehr, Aumard, Duplomb)      | 3   | 2 | 1 | 6:3       | 4      |
| 3    | Südafrika (Swartz, Waters, Louw, Tucker)         | 3   | 1 | 2 | 3:6       | 2      |
| 4    | Mexiko (Terán, López Pérez, Hernández, Salazar)  | 3   | 0 | 3 | 0:9       | 0      |

| Ägypten    | – | Südafrika  | 3:0 |
| Frankreich | – | Mexiko     | 3:0 |
| Ägypten    | – | Frankreich | 3:0 |
| Südafrika  | – | Mexiko     | 3:0 |
| Ägypten    | – | Mexiko     | 3:0 |
| Frankreich | – | Südafrika  | 3:0 |

#### Gruppe D
| Rang | Land                                       | Sp. | S | N | Sp.-Diff. | Punkte |
| ---- | ------------------------------------------ | --- | - | - | --------- | ------ |
| 1    | Neuseeland (Hawkes, King, Kitchen, Leevey) | 3   | 3 | 0 | 8:1       | 6      |
| 2    | Malaysia (David, Wee Wern, Arnold, Wee)    | 3   | 2 | 1 | 7:2       | 4      |
| 3    | Hongkong (Liu, Ng, Lee, Siu)               | 3   | 1 | 2 | 2:7       | 2      |
| 4    | Kanada (Ranieri, Norman, Edmison, Cornett) | 3   | 0 | 3 | 1:8       | 0      |

| Malaysia   | – | Hongkong | 3:0 |
| Neuseeland | – | Kanada   | 3:0 |
| Malaysia   | – | Kanada   | 3:0 |
| Neuseeland | – | Hongkong | 3:0 |
| Neuseeland | – | Malaysia | 2:1 |
| Hongkong   | – | Kanada   | 2:1 |

### Finalrunde
| Viertelfinale | Viertelfinale      | Viertelfinale | Viertelfinale | Viertelfinale |  |  | Halbfinale | Halbfinale | Halbfinale | Halbfinale | Halbfinale |    |         | Finale     | Finale | Finale | Finale | Finale |
|               |                    |               |               |               |  |  |            |            |            |            |            |    |         |            |        |        |        |        |
| A1            | England            | 3             | 3             | 2             |  |  |            |            |            |            |            |    |         |            |        |        |        |        |
| B2            | Irland             | 0             | 0             | 0             |  |  | A1         | England    | 1          | 3          | 2          |    |         |            |        |        |        |        |
| D1            | Neuseeland         | 3             | 0             | 3             |  |  | D1         | Neuseeland | 3          | 1          | 2          |    |         |            |        |        |        |        |
| C2            | Frankreich         | 0             | 3             | 0             |  |  |            |            |            |            |            | A1 | England | 0          | 3      | 1      |        |        |
| D2            | Malaysia           | 0             | 3             | 3             |  |  |            |            |            |            |            |    | B1      | Australien | 3      | 0      | 3      |        |
| C1            | Ägypten            | 3             | 1             | 2             |  |  | D2         | Malaysia   | 0          | 3          | 0          |    |         |            |        |        |        |        |
| A2            | Vereinigte Staaten | 0             | 0             | 0             |  |  | B1         | Australien | 3          | 0          | 3          |    |         |            |        |        |        |        |
| B1            | Australien         | 3             | 3             | 2             |  |  |            |            |            |            |            |    |         |            |        |        |        |        |

### Finale
| England                                                    | Finale | Australien                                                        |
| ---------------------------------------------------------- | --- | ----------------------------------------------------------------- |
| Team Jenny Duncalf Laura Massaro Tania Bailey Sarah Kippax | Datum: 4. Dezember 2010 Ort: Palmerston North \| Sarah Kippax \| 4:11, 4:11, 4:11 \| Sarah Fitz-Gerald \| \| Jenny Duncalf \| 11:7, 11:4, 11:9 \| Rachael Grinham \| \| Laura Massaro \| 6:11, 9:11, 11:8, 8:11 \| Kasey Brown \| Resultat: 1:2 | Team Rachael Grinham Kasey Brown Sarah Fitz-Gerald Donna Urquhart |
| Sarah Kippax                                               | 4:11, 4:11, 4:11 | Sarah Fitz-Gerald                                                 |
| Jenny Duncalf                                              | 11:7, 11:4, 11:9 | Rachael Grinham                                                   |
| Laura Massaro                                              | 6:11, 9:11, 11:8, 8:11 | Kasey Brown                                                       |

## Abschlussplatzierungen
| Rang | Mannschaft         |
| 01.  | Australien         |
| 02.  | England            |
| 03.  | Malaysia           |
| 04.  | Neuseeland         |
| 05.  | Ägypten            |
| 06.  | Frankreich         |
| 07.  | Vereinigte Staaten |
| 08.  | Irland             |

| Rang | Mannschaft  |
| 09.  | Niederlande |
| 10.  | Südafrika   |
| 11.  | Indien      |
| 12.  | Hongkong    |
| 13.  | Kanada      |
| 14.  | Japan       |
| 15.  | Mexiko      |
| 16.  | Österreich  |